# Chantons maintenant
Pour plus de détails, voir Fiche technique et Distribution.
Chantons maintenant est un film documentaire québécois réalisé par Claude Jutra, sorti en 1956.
Ce documentaire a pour sujet les grands artistes de la chanson canadienne d'expression française. 

## Fiche technique
- Réalisation : Claude Jutra
- Scénario : Jacques Bobet
- Montage : Victor Jobin
- Direction de la photographie : Robert Humble
- Producteur : Guy Glover (en), ONF